# Maurizio Sabbatino
Maurizio Sabbatino (...) è un carabiniere italiano, insignito della medaglia d'oro al valor civile per aver affrontato due delinquenti intenti a rapinare una farmacia.